# Ung thư biểu mô thần kinh nội tiết tế bào lớn của phổi
Ung thư biểu mô thần kinh nội tiết tế bào lớn của phổi (UTBMTKNTTBL của phổi, tiếng Anh: Large cell neuroendocrine carcinoma of the lung, LCNEC) là một loại ung thư ác tính cao, nguyên nhân là sự biến đổi của các tế bào biểu mô có nguồn gốc từ mô của phổi. Đây là một subtype của ung thư biểu mô phổi tế bào lớn.
UTBMTKNTTBL của phổi thường được xếp chung vào nhóm ung thư biểu mô phổi không tế bào nhỏ.

## Các biến thể
Phân loại của Tổ chức Y tế Thế giới về u phổi  công nhận một biến thể của UTBMTKNTTBL của phổi là "ung thư biểu mô thần kinh nội tiết tế bào lớn hỗn hợp" (combined large cell neuroendocrine carcinoma, c-LCNEC).